# 古河市立中央小学校
古河市立中央小学校（こがしりつ ちゅうおうしょうがっこう）は、茨城県古河市下大野にある公立小学校。

## 概要
本校は、1986年に総和町立下大野小学校下大野分校を廃止し、小堤小学校と上辺見小学校のそれぞれ一部学区を分離して、新たに総和町立中央小学校として開校した。

## 沿革
出典
- 1985年（昭和60年）
  - 5月13日 - 基礎工事開始。
  - 6月14日 - 校舎の建設工事開始。
  - 7月8日 - プール通りの三角屋根を組み始める。
- 1986年（昭和61年）
  - 4月1日 - 総和町立中央小学校開校。
  - 4月7日 - 開校式挙行。
  - 7月28日 - プール新築工事完了し、完成式挙行。
- 1987年（昭和62年） - 校章制定。
- 1988年（昭和63年）
  - 7月15日 - 校歌制定。
  - 10月6日 - 校木「団栗（どんぐり）」制定。
- 1990年（平成2年）10月1日 - 校旗制定。校旗披露式挙行。
- 1989年（平成元年）2月27日 - 「校歌発表のつどい」記念式典挙行。
- 2005年（平成17年）9月12日 - 総和町と（旧）古河市と三和町が新設合併し（新）古河市となった為、古河市立中央小学校と改称。

## 通学区域
- 関戸（下坪、高野、高野1及び高野2）行政区、新町行政区、下大野（宮崎第1、宮崎第2、向新田、あけぼの町、山中、新田1、新田2、久伝北、久伝南、遠高野第1、遠高野第2、遠高野第3、遠高野第4、遠高野第5、遠高野第7、遠高野第8、ロイヤルサンハイツ及びみどり会）行政区並びに女沼（土々原、仲町、本郷、沼田第1、沼田第2及び沼田第3）行政区並びにヤマザキビスケット社員寮（女子寮・男子寮）、山崎パン（女子寮・男子寮）、丘里及び飯島製作所社宅の各町内会の区域[2]。

## 交通アクセス
- JR東日本宇都宮線古河駅東口から、
  - 古河市循環バス「ぐるりん号」総和庁舎・病院コース「下大野宮崎」バス停下車後、徒歩約720m・約13分。
    - 所要時間は、「古河駅東口～下大野宮崎」間、左回りで18分、右回りで22～25分。

  - JRバス関東「古河駅 - 大綱」線で、「東駒羽根」バス停下車後、徒歩で北へ約1.8km・約30分。

## 周辺
- 古河市役所総和庁舎（旧:総和町役場）
- 古河市中央運動公園
- 山崎製パン古河工場